# Lunay
Lunay [lynɛ] ist eine französische Gemeinde mit 1260 Einwohnern (Stand: 1. Januar 2022) im Département Loir-et-Cher in der Region Centre-Val de Loire; sie gehört zum Arrondissement Vendôme und zum Kanton Montoire-sur-le-Loir. Die Einwohner werden Lunotiers genannt.

## Geographie
Die Gemeinde Lunay liegt an der Boële, einem kleinen Nebenfluss des Loir, 13 Kilometer westlich von Vendôme und etwa 39 Kilometer nordwestlich von Blois. Umgeben wird Lunay von den Nachbargemeinden Savigny-sur-Braye im Nordwesten und Norden, Fortan im Norden, Mazangé im Nordosten und Osten, Thoré-la-Rochette im Osten und Südosten, Saint-Rimay im Süden, Les Roches-l’Évêque und Montoire-sur-le-Loir im Südwesten sowie Fontaine-les-Coteaux im Westen.

## Bevölkerungsentwicklung
| Jahr                       | 1962 | 1968 | 1975 | 1982 | 1990 | 1999 | 2006 | 2013 | 2022 |
| -------------------------- | ---- | ---- | ---- | ---- | ---- | ---- | ---- | ---- | ---- |
| Einwohner                  | 1085 | 1011 | 1007 | 1207 | 1213 | 1293 | 1328 | 1284 | 1260 |
| Quellen: Cassini und INSEE |      |      |      |      |      |      |      |      |      |

## Sehenswürdigkeiten
- Kirche Saint-Martin aus dem 12. Jahrhundert
- Kapelle Notre-Dame-des-Sept-Douleurs
- Schloss La Mézière
- Schloss La Blotinière
- Schloss La Vaudourière
- Schloss La Montellière
- Wasserturm